# Ágios Athanásios (Pella)
Pour les articles homonymes, voir Agios Athanasios.
Ágios Athanásios, en grec moderne : Άγιος Αθανάσιος, est un village du dème d'Édessa, district régional de Pella, en Macédoine-Centrale, Grèce.
Selon le recensement de 2011, la population du village compte 67 habitants.